# Ateles hybridus
Ateles hybridus és una espècie de mona aranya. Aquest mico del Nou Món és originari de Sud-amèrica, on viu a Colòmbia i Veneçuela. Igual que els altres micos del Nou Món, té els membres llargs i prims i una cua prènsil que li serveix de cinquena extremitat. La cua és flexible i té una molt bona adherència. Aquest animal té un estil de vida estrictament arborícola.